# Кальдерон, Нестор
Не́стор Кальдеро́н (исп. Néstor Calderón Enriquez; родился 14 февраля 1989 года в Гвадалахаре, Мексика) — мексиканский футболист, вингер клуба «Унионистас де Саламанка». Выступал за сборную Мексики.

## Клубная карьера

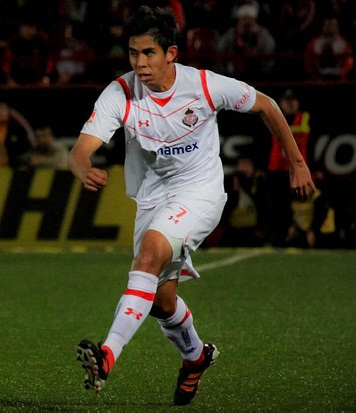
Кальдерон в составе «Толуки»

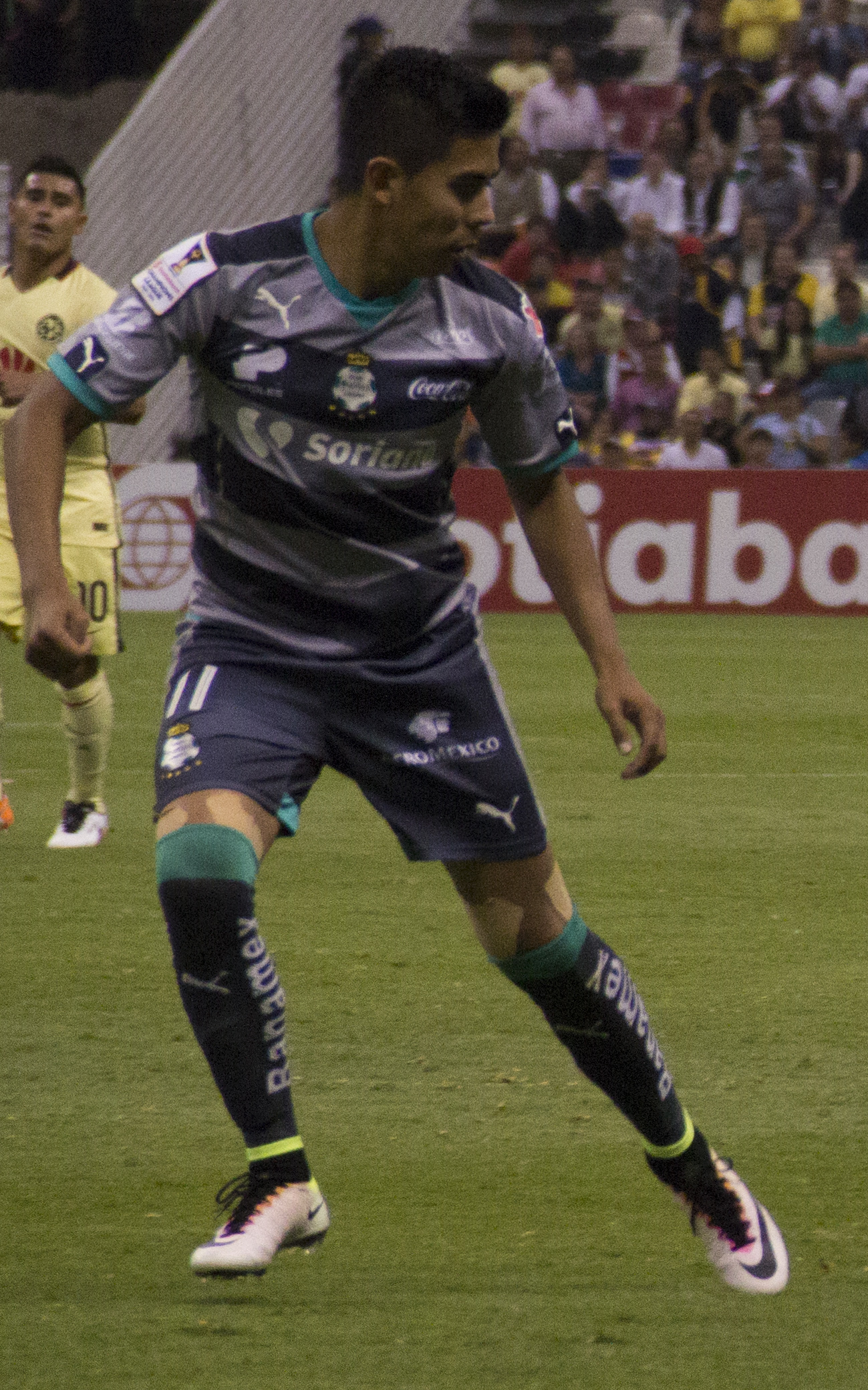
Кальдерон в составе «Сантос Лагуна»

Нестор — воспитанник футбольной академии «Толуки». В 2007 году он был отправлен в фарм-клуб команды из Гвадалахары, «Атлетико Мексиканс». Через год Кальдерон был возвращён в «Толуку». 27 июля 2008 года в матче против «Атланте» он дебютировал в мексиканской Примере. 28 сентября в поединке против «Сантос Лагуна» Нестор забил свой первый гол за клуб. В этом же сезоне полузащитник в составе «Толуки» стал чемпионом страны и получил звание Лучшего футболиста Апертуры 2008. Вместе с командой Кальдерон выиграл Бисентенарио 2010, он принял участие почти во всех матчах и в большинстве выходил на поле в стартовом составе. Летом 2010 года полузащитником активно интересовался испанский «Эспаньол». За четыре сезона Нестор провёл за «Толуку» 135 матчей и забил 22 мяча.
Летом 2012 года в статусе свободного агента, Кальдерон заключил контракт с «Пачукой». 23 июля в матче против «Атланте» он дебютировал за новую команду. За полгода Нестор провёл 10 матчей.
Зимой 2012 года «Сантос Лагуна» заключил контракт с Кальдероном. 6 января в матче против «Сан-Луиса» Нестор дебютировал за новый клуб. 26 января во встрече против «Леона» он забил свой первый гол за «Сантос». В 2014 году Нестор стал обладателем Кубка Мексики, а через год в третий раз выиграл чемпионат.
Летом 2016 года Кальдерон на правах аренды перешёл в «Гвадалахару». 17 июля в матче против УНАМ Пумас он дебютировал за новый клуб. Через неделю в поединке против «Монтеррея» Нестор забил свой первый гол за «Гвадалахару». В том же году он стал обладателем Суперкубка Мексики. В 2017 году Кальдерон помог клубу выиграть чемпионат.
Летом 2017 года Нестор перешёл в «УНАМ Пумас». 23 июля в матче против «Пачуки» он дебютировал за новую команду.

## Международная карьера
30 сентября 2009 года в товарищеском матче против сборной Колумбии, Кальдерон дебютировал за сборную Мексики.

## Достижения
Командные
«Толука»
- Чемпионат Мексики по футболу (2): Апертура 2008, Бисентенарио 2010

«Сантос Лагуна»
- Чемпионат Мексики по футболу: Клаусура 2015
- Обладатель Кубка Мексики: Апертура 2014

«Гвадлахара»
- Чемпионат Мексики по футболу: Клаусура 2017
- Обладатель Суперкубка Мексики: 2016

Индивидуальные
- Лучший полузащитник: Апертура 2008